# IC 1594
IC 1594 је спирална галаксија у сазвјежђу Феникс која се налази на листи објеката дубоког неба у Индекс каталогу.
Деклинација објекта је - 47° 38' 52" а ректасцензија 0h 53m 45,2s. Привидна величина (магнитуда) објекта IC 1594 износи 14,4 а фотографска магнитуда 15,2. IC 1594 је још познат и под ознакама ESO 195-12, AM 0051-475, PGC 3161.